# برافا!
برافا هو الألبوم العاشر لمغنية البوب المكسيكية باولينا روبيو , صدر في الخامس عشر من شهر نوفمبر عام 2011.

## وصلات خارجية
- برافا! على موقع أول موفي (الإنجليزية)